# Kap Sarytsch

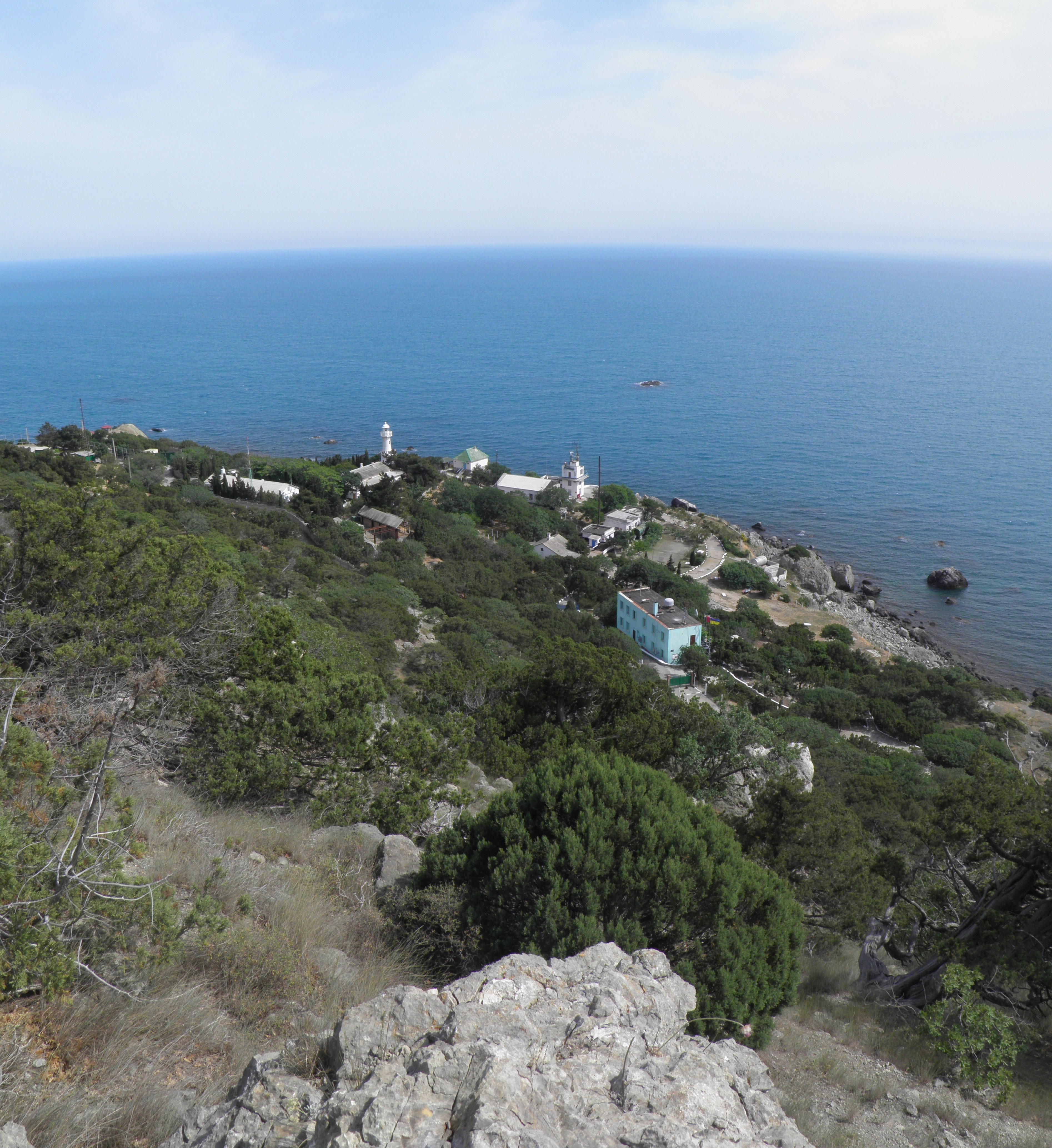

Das Kap Sarytsch (ukrainisch Сарич, krimtatarisch Sarıç) ist ein Kap an der Südküste der Krim, einer der südlichsten Punkte der Halbinsel Krim (der andere ist Kap Nikolaus) und ragt ins Schwarze Meer heraus. Es ist der südlichste Punkt der Ukraine und liegt in der Region Sewastopol
Koordinaten: 44° 23′ 14,6″ N, 33° 44′ 18,4″ O
Die am weitesten verbreitete Meinung ist, dass das Kap nach der Farbe der nahegelegenen Hügel Sarytsch ("goldenes Gewebe") genannt wurde.
Mit einer durchschnittlichen jährlichen Niederschlagsmenge von weniger als 400 mm pro Jahr ist Kap Sarytsch zusammen mit Ay-Todor einer der trockensten und wärmsten Orte an der Südküste der Krim.
Foros liegt 5 km vom Kap Sarytsch entfernt, bis zum Zentrum von Sewastopol fährt man 30 km, nach Jalta etwa 40 km.
Die Entfernung von Kap Sarytsch bis zum Kap Kerempe an der anatolischen Küste der Türkei beträgt 142 Seemeilen (≈263km).
Die Krim und somit auch das Kap Sarytsch wurde im Jahr 2014 durch Russland besetzt.